# Tigers de Jackson State
Les Tigers de Jackson State (en anglais : Jackson State Tigers) sont un club omnisports universitaire américain qui se réfère aux équipes sportives tant féminines que masculines représentant l'université d'État de Jackson et participant aux compétitions organisées par la National Collegiate Athletic Association.
Les installations sportives sont situées sur le campus à Jackson, Mississippi aux États-Unis. 

## Rivalités
- Alcorn State (football américain)
- Southern (football américain)
- Tennessee State (football américain)